# Langobardia Minor

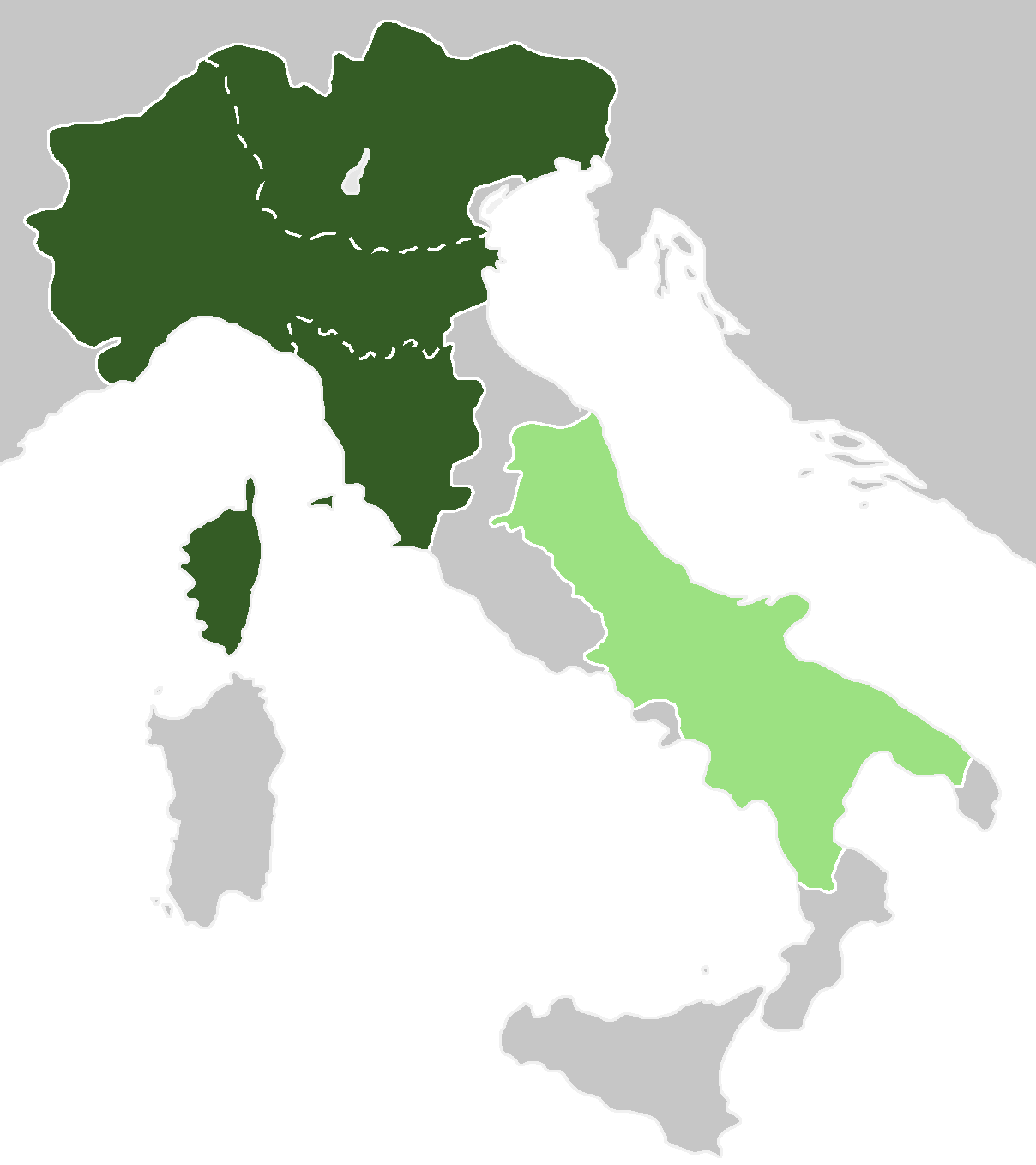
La Langobardia Minor (in verde chiaro) e la Langobardia Maior (in verde scuro) attorno al 744

Langobardia Minor era il nome che, in età altomedievale, veniva dato ai domini longobardi dell'Italia centro-meridionale, corrispondente ai ducati di Spoleto e di Benevento. Dopo la conquista del regno longobardo da parte di Carlo Magno, nel 774, rimase ancora a lungo sotto controllo longobardo.

## Territorio
Entrati in Italia attraverso il Friuli nel 568, i Longobardi strapparono ai Bizantini una larga parte del territorio continentale a sud delle Alpi senza tuttavia poter costituire, almeno inizialmente, un dominio omogeneo e contiguo. Le terre sottomesse vennero raggruppate, nella terminologia dell'epoca, in due grandi aree: la Langobardia Maior, dalle Alpi all'odierna Toscana, e la Langobardia Minor che includeva i territori posti a sud dei domini bizantini (che in quell'ultimo scorcio del VI secolo si estendevano da Roma a Ravenna attraverso le attuali regioni italiane Umbria e Marche). L'Esarcato di Ravenna era collegato a Roma mediante il cosiddetto "corridoio bizantino" che passava per Amelia, Todi e Perugia e che separava la Langobardia Minor dalla Langobardia Maior.
Mentre la Langobardia Maior era costituita da numerosi e mutevoli ducati e gastaldati, la Langobardia Minor conservò per l'intera durata del regno longobardo (568-774) una notevole compattezza politica, rimanendo sempre articolata esclusivamente nei due ducati di Spoleto e di Benevento. Essi furono costituiti immediatamente dopo la penetrazione longobarda nell'area, negli anni Settanta del VI secolo e i primi duchi furono Faroaldo a Spoleto e Zottone a Benevento. Includevano inizialmente soltanto le aree interne, lasciando ai Bizantini il controllo delle fasce costiere e soltanto in un secondo momento (in particolare durante il regno di Agilulfo, 591-616) i domini longobardi si estesero anche alle coste. Divenne così soggetto ai due ducati l'intero versante adriatico compreso tra i capisaldi bizantini di Ancona a nord e Otranto a sud; quello ionico e quello tirrenico invece solo parzialmente ricadevano sotto l'autorità del duca di Benevento che non riuscì mai a occupare stabilmente Napoli, il Salento e l'estremità della Calabria (a sud di Cosenza e di Crotone), oltre a Roma con il suo contado.

## Storia

### Nel regno longobardo (568-774)
Benché strutturalmente legati al regno longobardo di Pavia, i ducati di Spoleto e di Benevento conservarono per lunghi periodi un'ampia autonomia (durante il Periodo dei Duchi, tra il 574 e il 584, anche una piena indipendenza) rispetto al governo centrale. Tra i due, quello nettamente più rilevante sulla scena politica italiana del tempo fu quello di Benevento, che per lunghi tratti della sua storia riuscì a sviluppare un principio di successione ereditaria. La sottomissione al re di Pavia era spesso soltanto formale, e anzi con Grimoaldo (originario del Ducato del Friuli ma adottato dal beneventano Arechi I) un duca di Benevento riuscì addirittura a imporre la propria persona come re di tutti i longobardi (662). Fu proprio il suo regno, però, a sancire una prima organica sottomissione della Langobardia Minor al potere centrale. Se prima di lui, salvo episodi sporadici come l'atto di omaggio di Arechi I a Rotari, l'autonomia era stata pressoché totale, con Grimoaldo l'intervento di Pavia sui Longobardi del sud divenne più incisivo. Non soltanto il re conservò anche il titolo ducale beneventano, ma impose il genero Trasamondo I come duca di Spoleto e creò un nuovo gastaldato nel poco popolato territorio compreso tra Sepino, Boiano e Isernia, dove insediò i Bulgari che avevano disertato le file bizantine per sottomettersi al re longobardo. Lo stesso Grimoaldo, tuttavia, conservò nel suo testamento la separazione tra Pavia e Benevento, lasciando i due troni a due diversi suoi figli.
Il nuovo duca di Benevento, Romualdo I, si trovò subito in una posizione di forza, tanto che Pertarito, il re spodestato da Grimoaldo e che ora ritornava sul trono, dovette scendere a patti con lui, riconoscendone l'autonomia. L'allontanamento di Spoleto e Benevento dalla Langobardia Maior crebbe durante i contrastati regni di Pertarito e Cuniperto e giunse al culmine nei primi anni dell'VIII secolo, quando colpi di Stato, usurpazioni e guerre civili travagliarono il regno longobardo. L'ascesa al trono di Liutprando (712), tuttavia, segnò una netta inversione di tendenza: il più potente dei sovrani longobardi riuscì a riportare stabilmente i ducati di Spoleto e di Benevento sotto il suo controllo, sia ottenendo con le armi la sottomissione dei rispettivi duchi, sia sostituendoli con uomini a lui fedeli.
Gli ultimi anni del regno longobardo, dalla morte di Liutprando (744) all'invasione dei Franchi (774), furono anche quelli durante i quali il controllo dei re sull'intero territorio sottomesso fu maggiormente effettivo. Dopo la deposizione di Rachis, che aveva dovuto scendere a patti con la corrente più autonomista dei duchi, i regni dei suoi successori Astolfo e Desiderio segnarono non soltanto la riaffermazione del potere reale, ma anche la ripresa di un'offensiva militare sui territori non ancora sottomessi; soltanto l'intervento dei Franchi di Carlo Magno, invocato dal papa, impedì ai due sovrani di arrivare alla completa unificazione dell'Italia. La Langobardia Minor fu comunque ampiamente ricondotta sotto il potere centrale, anche attraverso le temporanee soppressioni delle sedi ducali e l'amministrazione diretta di Spoleto da parte dei due re (Astolfo nel 751-756, Desiderio nel 758-759). Le espansioni territoriali di questi anni, anche quelle in aree prossime al territorio dei ducati (Perugia, la Pentapoli, diverse roccaforti del Ducato romano) non vennero integrate nella struttura dei ducati longobardi, ma vennero anch'esse assoggettate direttamente all'autorità dei re.
I sempre più pesanti interventi franchi in Italia sancirono una nuova situazione, che coinvolse anche i ducati meridionali. Accordandosi con papa Stefano II, nel 754, Pipino il Breve progettò di assegnare al pontefice, in caso di una sua vittoria su Astolfo, l'intera Italia centro-meridionale, inclusi quindi non soltanto gli ex domini bizantini, ma anche i ducati di Tuscia, Spoleto e Benevento. Il piano fallì poiché Astolfo, sia pur sconfitto in due occasioni (754 e 756), riuscì a non capitolare completamente a Pipino. Il regno longobardo cadde definitivamente nel 774, per opera di Carlo Magno.

### Dal 774 all'arrivo dei Normanni

Il ducato di Benevento nella prima metà del IX secolo, prima che il principato di Salerno si rendesse indipendente

Alla caduta di Desiderio per opera di Carlo Magno, nel 774, anche il Ducato di Spoleto cadde immediatamente in mano franca. Non si conosce il destino dell'ultimo duca longobardo, Ildebrando; l'entità statale sopravvisse ancora per secoli, ma il trono ducale divenne esclusiva di stirpi franche. Il ducato entrò progressivamente sempre di più nell'orbita dello Stato Pontificio, nel quale entrò definitivamente a far parte nel 1230.
In quello stesso 774, invece, il duca di Benevento Arechi II progettò un colpo di mano per impossessarsi del titolo regale, del quale si era insignito lo stesso Carlo Magno (si era proclamato Gratia Dei rex Francorum et Langobardorum). L'ipotesi tuttavia non prese corpo, a causa dei rischi di ritorsione da parte dei Franchi che Arechi non avrebbe potuto fronteggiare. A parziale ricompensa, sempre nel 774, ottenne da Desiderio la promozione del proprio dominio da ducato a principato. La rinuncia al trono di Pavia non evitò in ogni caso un intervento franco nella Langobardia Minor: Carlo Magno pose l'assedio a Salerno (787), obbligando Benevento a fare atto di sottomissione. Il regno di Arechi si distinse per il fervore urbanistico della capitale, soprannominata Ticinum geminum ("Pavia gemella"): il duca espanse la vecchia città romana. Realizzò un nuovo sistema difensivo a Salerno che includeva la torre semaforica bizantina, in seguito denominata Castello di Arechi in un sistema di cinta murarie che scendeva lungo i lati della città cingendola in un abbraccio difensivo quasi inespugnabile. Contemporaneamente fece edificare la basilica di Santa Sofia che sfruttò per il suo programma di legittimazione del potere facendovi traslare molte reliquie.
Nel 787 il nuovo principe Grimoaldo III, appena subentrato al padre Arechi, respinse e uccise in battaglia il figlio di Desiderio, Adelchi, che era sbarcato in Calabria con l'obiettivo di riconquistare il regno perduto. I rapporti con i Franchi, in quelle fasi convulse, furono mutevoli: se alcuni contingenti transalpini aveva offerto sostegno a Grimoaldo nella lotta contro Adelchi, l'impegno del principato a Sud fornì l'opportunità di vari attacchi condotti a Nord. La città di Chieti finì così annessa al ducato di Spoleto, ormai stabilmente in mani franche. La sottomissione all'impero franco divenne nel tempo sempre più solo formale, di pari passo con il progressivo indebolimento del potere centrale con i successori di Carlo Magno.
Il più potente dei Principi di Benevento fu Sicone I, che assediò il Ducato di Napoli, de iure sotto il dominio bizantino, da cui riuscì a sottrarre il corpo di San Gennaro.
Il IX secolo fu il periodo di maggior splendore del principato di Benevento, che con il principe Sicardo occupò Amalfi e impose un tributo a Napoli. Portò da Lipari il corpo di San Bartolomeo Apostolo nell'832; da allora il Santo è patrono di Benevento. Nell'839 un regicidio ai danni di Sicardo provocò una scissione del principato: furono proclamati nuovi principe sia il fratello di Sicardo, Siconolfo, sia il regicida Radelchi; Siconolfo ebbe l'appoggio della città di Salerno, mentre Radelchi quello di Benevento. La situazione di stallo si protrasse, con incessanti guerre intestine, per più di dieci anni; fino a quando, cioè, l'intervento dell'imperatore Ludovico II il Germanico non sancì la divisione. Il capitolare dell'851 segnò la nascita del Principato di Salerno, affidato a Siconolfo, sotto la cui sovranità ricadde la parte centro-meridionale del vecchio ducato longobardo. Il principato di Benevento, ridotto a Sannio, Molise e Puglia (escluso il Salento, sempre bizantino), toccò a Radelchi.
La divisione segnò l'inizio di un periodo di grave crisi, complicata dalle ribellioni autonomistiche di gastaldi e piccoli feudatari, dalle incursioni dei Saraceni e dai tentativi di riconquista dell'Impero bizantino, che riuscì a strappare al già indebolito Principato di Benevento gran parte della Puglia. Tra i potentati locali che emersero in questa fase, particolarmente influente divenne la Signoria di Capua. Negli anni successivi si contarono diversi tentativi di riunificare l'antico ducato, ma i successi di Atenolfo I (899) e di Pandolfo I Testa di Ferro (971) si rivelarono effimeri.
La decadenza del Principato di Benevento accelerò all'inizio dell'XI secolo: nel 1022 l'imperatore Enrico II espugnò la capitale, anche se dovette far presto un  precipitoso ritorno in Germania. Poco più tardi fu l'arrivo dei Normanni a sancire la fine del ducato: Roberto il Guiscardo conquistò Benevento nel 1053 e ne dichiarò la sudditanza allo Stato Pontificio. Il pontefice nominò alcuni principi a lui soggetti, fino alla soppressione definitiva del ducato nel 1081. 

Il Principato di Salerno sotto Guaimario IV tra il 1039 ed il 1047

Fu invece Guaimario IV, principe di Salerno dal 1027 al 1052, ad ottenere risultati concreti e duraturi: infatti espanse notevolmente i confini del principato, che arrivò a includere Amalfi, Sorrento, Gaeta e gran parte di Puglia con tutta la Calabria. Inoltre Giovanni V, Duca di Napoli, si dichiarò "vassallo" del principe Guaimario nel 1039 e gli rimase fedele durante tutto il suo regno. Nel 1043 i normanni  Altavilla, conti di Puglia e di Calabria, dopo essersi dichiarati indipendenti dall'impero bizantino, riconobbero la loro sottomissione al principe di Salerno Guaimario IV, il quale fu così proclamato "Duca". Questi nel 1044 creó un forte a Squillace per dominare il territorio dell'Aspromonte popolata da grecofoni.
inoltre, grazie ai rapporti di parentela con papa Benedetto IX, Guaimario IV riuscì in una prima fase a gestire il suo vasto Ducato di Puglia e Calabria senza eccessive difficoltà.
Guaimario IV fu sostenuto nelle sue conquiste anche dal Papa, ma non ufficialmente. Questo fatto successivamente gli creò difficoltà coll'imperatore Enrico III.
Presto tuttavia anche Salerno dovette confrontarsi con i Normanni, che con Roberto il Guiscardo assediarono la capitale nel 1076. Espugnata, divenne nel 1078 sede dei domini normanni; l'ultimo duca longobardo, Gisulfo II, prese la via dell'esilio.

## Arte

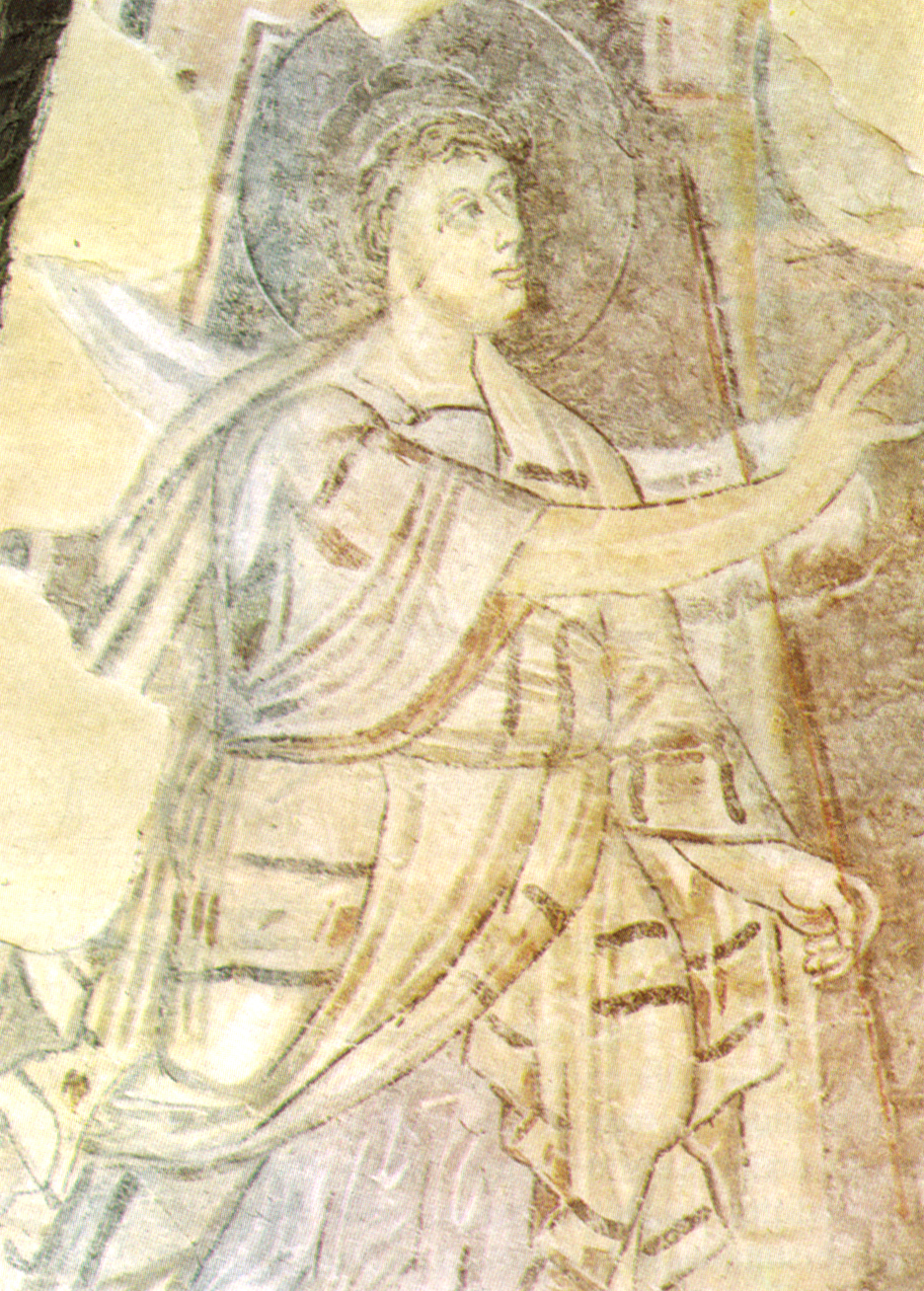
Benevento, chiesa di Santa Sofia, Annuncio a Zaccaria (particolare), affresco della fine dell'VIII-inizio IX secolo.

Alcune straordinarie testimonianze di pittura si trovano in alcuni monasteri della Langobardia Minor, in particolare negli odierni Molise, Campania e Puglia. Queste testimonianze risalgono soprattutto tra la fine dell'VIII e il IX secolo. Tra centri monastici più importanti vi furono il santuario di San Michele Arcangelo sul Gargano (fondato nel VI secolo), la potente abbazia di Montecassino (fondata nel 529 e molto attiva nel periodo dell'abate longobardo Gisulfo, 797-817), San Vincenzo al Volturno (fondato alla fine dell'VIII secolo).
Nella cripta di San Vincenzo si è conservato un importante ciclo di pitture del tempo dell'abate Epifanio (797-817), con uno stile legato alla coeva scuola di miniatura beneventana, con colori luminosi e ricchi di lumeggiature, dal disegno piuttosto sciolto.
Altri esempi di pittura nell'area beneventana si trovano nella chiesa di san Biagio a Castellammare di Stabia, nella chiesa dei Santi Rufo e Carponio a Capua, ma i resti più importanti si trovano nella chiesa di Santa Sofia a Benevento, fondata nel 760 da Arechi II. Caratterizzata da una pianta centrale, con un'originale struttura con nicchie stellari, possiede tre absidi e notevoli resti di affreschi sulle pareti.
Nel salernitano si ricordano la Grotta di San Michele a Olevano sul Tusciano e la Chiesa di Santa Maria de Lama  a Salerno, dove alcune altre chiese -come Sant'Andrea de Lavina - sono originariamente longobarde (conservando affreschi della Salerno longobarda).